# Balmberg
Il Balmberg è un passo del massiccio del Giura che collega Welschenrohr a Günsberg nel Canton Soletta. Scollina a un'altitudine di 1 079 m s.l.m. La strada del passo, nella sua parte nord, presenza una pendenza in alcuni punti del 25% che ne fa una delle strade di passo più scoscese della Svizzera. Per questo motivo è spesso stata oggetto di una tappa del Giro della Svizzera.